# Milan Vuković
Milan Vuković (Krilo-Jesenice kod Splita, 1933. – Zagreb, 16. ožujka 2018.), bio je hrvatski pravnik, bivši predsjednik Vrhovnog suda RH i sudac Ustavnog suda RH.

## Životopis
Rodio se je u seljačkoj obitelji s jedanaestero djece, odgajanoj u vjerskom duhu. 1943. godine je kao desetogodišnjak otišao s ocem na Vis. Otac mu je bio brodovlasnik, a za rata hrvatski antifašistički borac, koji je bio kapetan na partizanskim brodovima. Milan je Vuković kao desetogodišnjak s ocem bio na brodu u sastavu NOV-a sve do 1945. godine.
Klasičnu gimnaziju završio je u Splitu 1952. godine a Pravni fakultet Sveučilišta u Zagrebu 1956. godine. Vojsku je odslužio sljedećih dviju godina kao pitomac škole pričuvnih časnika. Bio je radio u Sekretarijatu za pravosuđe i opću upravu te u Odjelu za ocjene zakonskih akata. Odvjetničku pripravničku praksu završio u Zagrebu 1960. godine. Odvjetnički ispit položio 1960. a upisan je u imenik odvjetnika 1961. godine.
Bio je odvjetnikom kod Izvršnog Vijeća NRH i Kotarskog suda I Zagreb.
Kao odvjetnik radio je do 1991. godine, najviše kao branitelj u kaznenim, osobito u tzv. političkim postupcima protiv hrvatskih intelektualaca koji su zastupali ideju samostalne Hrvatske (od 1965. do 1991. godine).
Branio je fra Jozu Zovka kad su mu sudili kao "kleronacionalistu" zbog slučaja svetišta u Međugorju.
Bio je član SKJ i SSRNJ.
Sudac Ustavnog suda, prvi put biran 1991., drugi put 1995., a treći put 1999. godine. Predsjednik Vrhovnog suda Republike Hrvatske 1992. – 1995., 1997. – 1999. Član Ustavotvorne komisije Predsjedništva Republike Hrvatske za izradu prvog Ustava Republike Hrvatske 1990. Član Komisije za ratne zločine Republike Hrvatske 1993. – 1995. Predsjednik Izborne komisije Republike Hrvatske 1993. – 1995. Član Državnog sudbenog vijeća 1994. – 1995.
Bio je jedan od ljudi koji se nisu se skanjivali otvoreno usprotiviti ministru pravosuđa Ivici Crniću tezom da u Državnom sudbenom vijeću mogu samo “politički korektni”, tzv. podobnici, a ne stručnjaci.
Utemeljio je, 2008. godine, susrete Dr Franjo Tuđman - Hrvati kroz stoljeća koji se održavaju u Velikom Trgovišću te je inicirao je i pokrenuo kulturne manifestacije Dobrojutro, more u Podstrani (nakon hrvatske vojne pobjede u akciji Oluja), Dane Ranka Marinkovića u Komiži te Dane Petra Šegedina u Korčuli.

## Djela
Nepotpun popis:
- Čl. 133. KZ SFRJ nad Međugorjem ‒ sudski progon fra Joze Zovka, Zagreb, 1990.
- Sudski progoni hrvatstva, Narodne novine, Zagreb, 1995.
- Rat za Hrvatsku je započeo u Virovitici: 1991. - suđenje Virovitičanima pred Vojnim sudom u Zagrebu, Gradsko poglavarstvo, Virovitica, 1996.
- Obdareni milošću: dvadeset godina poslije procesa fra Jozi Zovku, Zagreb, 2000.
- Sile zla nad hrvatskom kulturom: sudski proces pljačkašima Nacionalne i sveučilišne biblioteke u Zagrebu, Zagreb, 2002.
- Slučaj Đodan: sudski progoni hrvatstva: dokumenti vremena, Matica hrvatska, Zagreb, 2003., ISBN 953-150-693-0
- Desetljeće koje se pamti: dnevnički zapisi: 1990. – 1999., Naklada Ljevak, Zagreb, 2003., ISBN 953-178-585-6
- Dr. Franjo Tuđman u sudskim dosjeima: (11. siječnja 1972. – 10. lipnja 1990.), priredio i uredio Mladen Pavković, Alineja, Koprivnica, 2004. (2. izd. 2007.)[6]
- Sukobi političkih stilova u traženju osamostaljenja Hrvatske, Naklada Pavičić, Zagreb, 2004.
- Eseji i osvrti: o Tuđmanu i hrvatskoj stvarnosti, Zagreb, 2007.
- Ja, odvjetnik: moj život u državama u kojima se Hrvatska borila za život i moj život u Hrvatskoj, Naklada Pavičić, Zagreb, 2008., ISBN 978-953-6308-78-1
- Obrana nije zločin: moji razgovori s novinarima: 1990-2001., priredio i uredio Mladen Pavković, Alineja, 2009.
- HAAŠKI SUD: zajednički zločinački pothvat: što je to?, vl. naklada, Zagreb, 2011.
- Događaj koji mijenja svijet – Trideset godina ukazanja Kraljice mira, 2011.
- Hrvatska: snaga najveće ljubavi, Zagreb, 2011.

## Nagrade i odličja
- Red Ante Starčevića za doprinos održanju i razvitku hrvatske državotvorne ideje, i ostvarenju hrvatske države.[7]
- Red Ante Starčevića za obranu političkih optuženika[8]
- Red kneza Trpimira s ogrlicom i Danicom[9]
- Spomenica Domovinskog rata 1990. – 1992.
- Medalja Domovinske zahvalnosti.
- 2011.: Zlatna plaketa UBIUDR-a za najbolju knjigu iz hrvatskoga Domovinskog rata, za knjigu HAAŠKI SUD: zajednički zločinački pothvat: što je to?.[10]